# Castrul roman de la Fizești
Castrul roman se găsește pe teritoriul localității Fizești, județul Hunedoara, Transilvania.